# Battaglia di Sellasia
La battaglia di Sellasia, avvenuta nel luglio del 222 a.C., è l'episodio conclusivo della cosiddetta guerra cleomenea combattuta nel Peloponneso tra Sparta e la Lega achea dal 229 a.C. fino appunto al 222 a.C. risoltasi con la vittoria degli Achei grazie all'aiuto risolutivo del Regno di Macedonia, retto allora da Antigono III Dosone.

## Svolgimento
Lo scontro avvenne a Sellasia, non lontano da Sparta sulla strada che da questa portava a Corinto tra l'esercito spartano di Cleomene III (circa 20 000 uomini di cui 6 000 Spartiati) e l'armata macedone di Antigono Dosone supportata da vari contingenti alleati (circa 28 000 fanti di cui 10 000 falangiti Macedoni e 1 200 cavalieri).
Cleomene attestatosi in posizione difensiva su due colli (l'Euas e l'Olimpo) ai lati della strada per Sparta, divise le forze in tre contingenti: il primo, composto dai Perieci e dagli alleati sotto il comando del fratello Euclida fu posto sull'Euas, il secondo, composto da cavalieri e mercenari, centralmente sul territorio pianeggiante, ed il terzo contingente composto dagli Spartiati armati alla Macedone sotto il suo stesso comando sull'Olimpo.
Antigono dopo un'iniziale fase di studio in cui rimase accampato nei pressi del nemico decise di schierare le sue forze. Contro Euclida sotto il comando di Alessandro di Acmeto e Demetrio di Faro pose gli opliti Macedoni e gli Illiri con alle spalle gli Acarnani, gli Epiroti e parte degli Achei. Al centro dispose tutta la cavalleria con circa 2 000 fanti tra Achei e Megalopolitani. Lui stesso si dispose contro Cleomene con i mercenari in avanguardia e l'intera falange dietro disposta su due file per la ristrettezza dei luoghi.
L'esito dei combattimenti vide gli Spartani sconfitti nettamente in tutti e tre i settori. Secondo la testimonianza di Plutarco, dei seimila Spartiati ne sopravvissero solo duecento ed anche i mercenari furono decimati. Lo stesso Euclida morì in battaglia, e Cleomene riparò con pochi cavalieri a Sparta e di lì ad Alessandria d'Egitto lasciando la sua città priva di difese in balia di Antigono e delle truppe alleate.